# Блеженій-де-Сус
Блеженій-де-Сус (рум. Blăjenii de Sus) — село у повіті Бистриця-Несеуд в Румунії. Входить до складу комуни Шинтеряг.
Село розташоване на відстані 330 км на північний захід від Бухареста, 8 км на захід від Бистриці, 73 км на північний схід від Клуж-Напоки.

## Населення
За даними перепису населення 2002 року у селі проживали 418 осіб. Усі жителі села рідною мовою назвали румунську.
Національний склад населення села:
| Національність | Кількість осіб | Відсоток |
| -------------- | -------------- | -------- |
| румуни         | 391            | 93,5%    |
| цигани         | 27             | 6,5%     |